# Johann Reinhold von Lenz

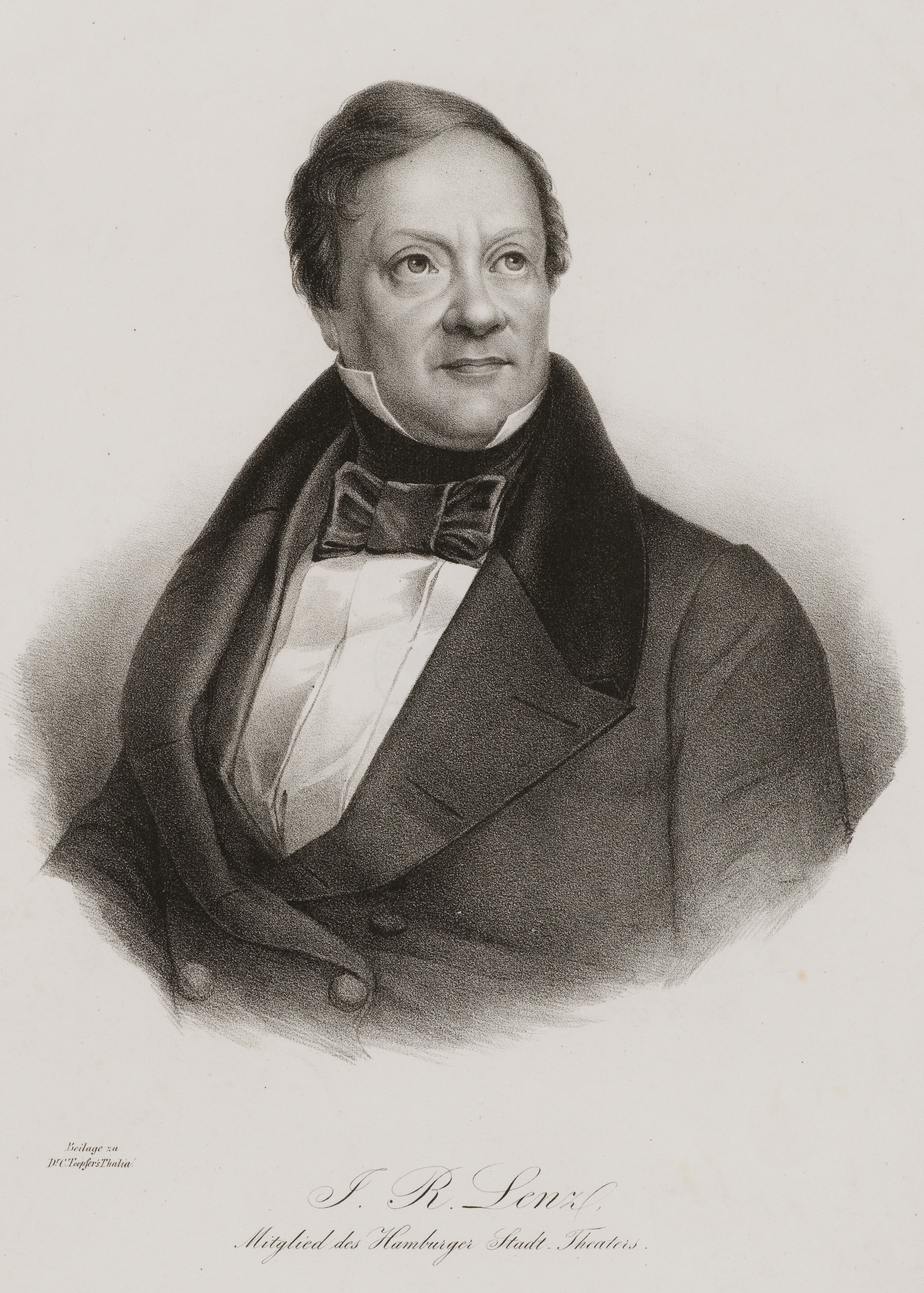
Lithographie von 1830

Johann Reinhold von Lenz, Pseudonym Kühne (* 14. Novemberjul. / 25. November 1778greg. in Pernau, Gouvernement Livland; † 7. Februarjul. / 19. Februar 1854greg. in Riga) war ein deutsch-baltischer Schauspieler und Dichter.

## Leben
Johann Reinhold von Lenz war ein Enkel des Geistlichen Christian David Lenz sowie ein Neffe des Dichters Jakob Michael Reinhold Lenz. Er besuchte das Lyzeum in Riga und das Collegium Fridericianum zu Königsberg in Preußen. Als 16-Jähriger trat er in die kaiserliche russische Garde ein und wurde 1795 Leutnant der Chevalier-Garde, aus der er aber im Folgejahr bald nach dem Tod Katharinas II. wieder austrat. Danach fungierte er als Sekretär beim einflussreichen russischen Staatsmann Jacob Johann Graf von Sievers. Als sich dieser vom öffentlichen Leben zurückzog, trat Lenz aus Neigung zur Schauspielerei unter dem Künstlernamen Kühne im September 1801 in Sankt Petersburg zur Bühne über. Die erste von ihm gespielte Rolle war die des Ferdinands in Schillers Kabale und Liebe. Er widmete sich insbesondere dem Heldenfach und fand viel Beifall. 1803 verließ er Sankt Petersburg und wollte zu seiner weiteren Ausbildung zu Iffland nach Berlin; in Königsberg aber, wo er im Januar 1804 gastierte, verliebte er sich in seine gefeierte Kollegin Louise Cassini und heiratete sie am 4. Juli 1805.
Nach dem Brand des Königsberger Theaters 1808 lernte Lenz in Berlin Iffland kennen, der ihn, wie er gehofft hatte, indessen nicht engagieren konnte. In Braunschweig, Lübeck und anderen Städten mit großem Erfolg gastierend, wurde Lenz mit seiner berühmten Frau 1809 nach erfolgreichen Auftritten für Hamburg gewonnen. Die wankende Gesundheit seiner Gattin veranlasste ihn aber zum Leidwesen Friedrich Ludwig Schröders, Hamburg 1811 zu verlassen. Erst in Breslau schloss Lenz 1812 einen dreijährigen Kontrakt ab. Auch hier zeichnete er sich aus, erwarb sich in hohem Grad die Gunst des Publikums, kehrte aber gemäß einem Schröder gegebenen Versprechen nach vielen erfolgreichen Gastspielen in Leipzig, Mannheim, Karlsruhe und anderen Städten 1814 nach Hamburg zurück, wo er bis 1844 u. a. als künstlerischer Leiter des Stadttheaters wirkte.
Als 1815 seine Gemahlin starb, schloss sich Lenz enger an Schröder an, der ihn seinen besten Schüler nannte, denn nach Schröders Ansicht sollte ein Schauspieler auch Dichter sein, um Vollendetes leisten zu können. Schröder billigte daher Lenz’ poetische Beschäftigung, die zunächst in Übersetzungen und Bearbeitungen, später aber auch in zahlreichen selbstständigen Theater- und Luststücken bestand. Nach Schröders Tod (1816) war Lenz der gefeiertste Schauspieler der Hamburger Bühne bis zu seinem Abgang 1844; war er doch in Rollen, die Repräsentation erforderten, nach Schröders Urteil „unnachahmlich“. Besonders seine Lustspiele sind meist glückliche Arbeiten und wurden zu seiner Zeit häufig unter großem Beifall aufgeführt.
1823 legte Lenz den Bühnennamen Kühne wieder ab. Im Dezember dieses Jahres heiratete er Louise, geb. Fleck, die bereits im nächsten Jahr verstarb. In dritter Ehe vermählte er sich am 25. November 1827 in Hamburg mit der Schauspielerin Caroline Amalie Schäfer, von der er sich 1844 wieder scheiden ließ.
Ludwig Tieck, der Lenz in der letzten Periode seiner Wirksamkeit kennenlernte, erklärte, dass Lenz die Darstellungsart jener echten deutschen Schule Schröders noch vollkommen besitze. Lenz’ Vielseitigkeit bestand aber darin, dass er komische Rollen ebenso vortrefflich darstellte wie tragische. Während seiner 30-jährigen Tätigkeit an der Hamburger Bühne unternahm Lenz auch ab und zu Kunstreisen durch Deutschland, gastierte auch häufig in Riga und Sankt Petersburg und wurde überall als Schauspieler ersten Ranges gefeiert.
Im April 1844 nahm Lenz in der Rolle des Zimmermanns Klarenbach in Ifflands Die Advokaten von der Bühne in Hamburg auf immer Abschied, da er an einem Augenleiden laborierte. Er wurde auf Lebenszeit pensioniert und begab sich zu seinen Geschwistern nach Riga, wo er mit Conradin Kreutzer und J. J. Schrameck an der Spitze des geistigen Lebens der Stadt stand. Lenz starb dort am 7. Februarjul. / 19. Februar 1854greg. im Alter von 75 Jahren.